# John Dollond
John Dollond (Londres, Anglaterra, 10 de juny de 1706 - 30 de novembre de 1761), fou un òptic anglès, el qual construí el primer objectiu acromàtic per a ulleres astronòmiques i una variada gamma d'oculars composts.

## Biografia

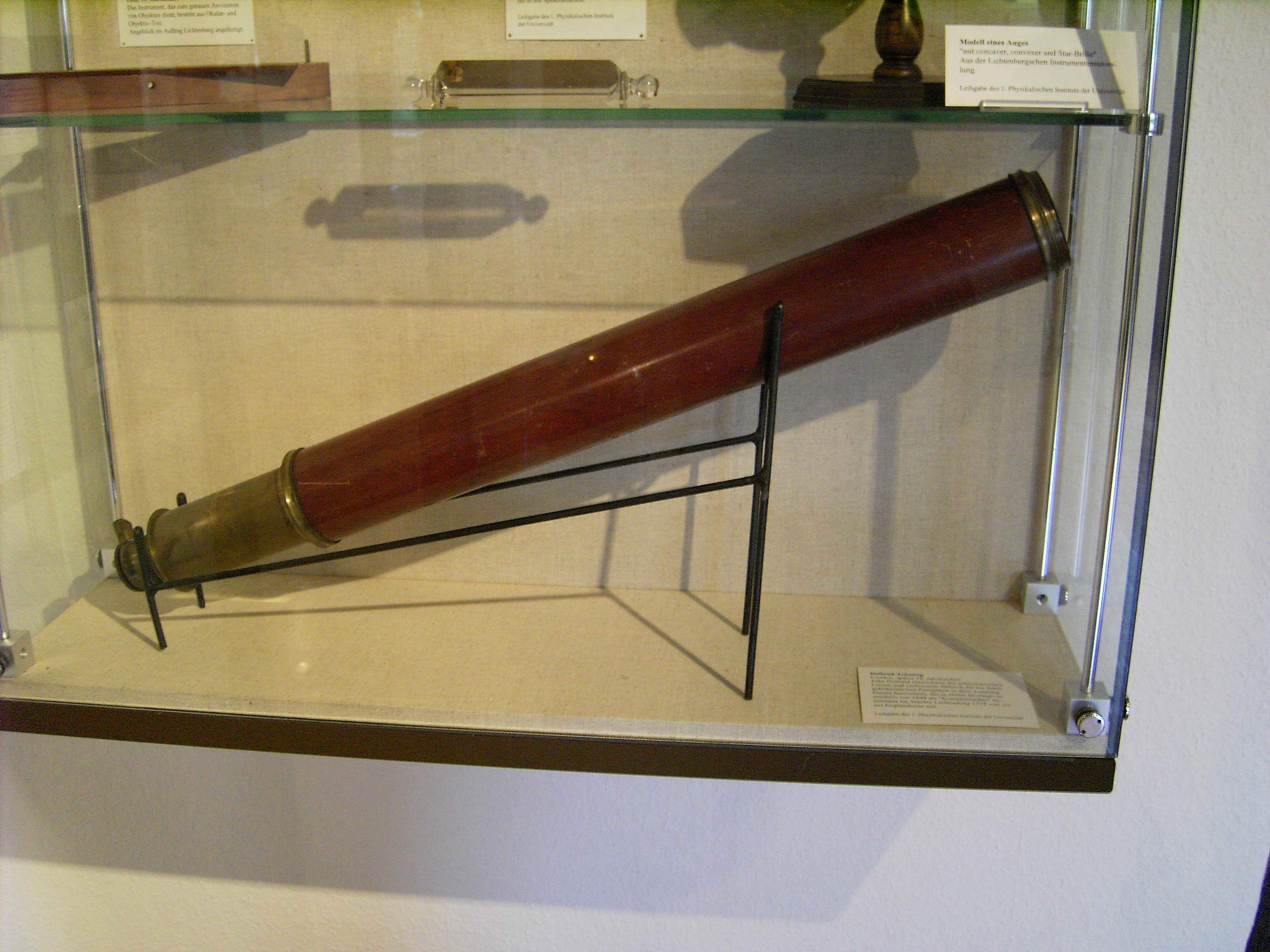
Telescopi Dollond exposat a Göttingen (Alemanya)

Fill d'un hugonot francès provinent de Normandia i refugiat a Anglaterra, John Dollond es va quedar orfe de molt petit i va haver d'interrompre els seus estudis per a començar a treballar com a teixidor de sedes. Tot i així, afeccionat com era a les matemàtiques, l'astronomia i les llengües clàssiques (llatí i grec), es va formar de manera autodidacta. Va contreure matrimoni a una edat molt primerenca i el 1752 va decidir establir un taller d'òptica per al seu fill més gran, Peter Dollond (1730-1820), el qual s'havia iniciat el 1750 com a fabricant d'instruments òptics. John Dollond va mostrar també una gran afecció per l'òptica fins al punt que va abandonar la seua professió als 46 anys i es va dedicar des de llavors a la construcció d'aparells científics i d'instruments de precisió. Els vasts coneixements científics que llavors posseïa li van permetre introduir notables millores en els telescopis de refracció. Així, juntament amb el seu fill, van abordar el problema de l'aberració cromàtica, és a dir, l'aparició d'un cert nombre d'imatges de diversos colors (sobre posicions no coincidents i de format diferent) produïdes per una lent simple. Isaac Newton ja havia pensat que aquest fenomen era inherent a les lents i, de fet, Chester Moore Hall (un advocat londinenc) havia dissenyat una lent composta de vidre crown i cristall de roca. La lent així construïda era pràcticament acromàtica (no tenia les franges de color típiques de l'aberració cromàtica) i va ésser introduïda en la fabricació de telescopis a partir del 1733.
És molt possible que els Dollond ja tinguessin coneixement de la troballa de C. M. Hall, encara que no per això van deixar de realitzar nombrosos experiments i van aconseguir millorar sensiblement els vidres emprats en la fabricació de lents fins al punt que, arran de la patent aconseguida per John Dollond el 1758, la producció de lents acromàtiques esdevingué un objectiu viable.
El 1753 va modificar l'heliòmetre de Pierre Bouguer i el 1758 va descobrir l'acromatisme de la lent, la qual cosa el va conduir a inventar el telescopi acromàtic que duu el seu nom. Aquesta gran contribució a l'astronomia fou recompensada amb la concessió de la medalla Copley (1758) i en la seua admissió a la Royal Society de Londres el 1761.
A principis del 1761 fou nomenat també òptic reial al servei del rei Jordi III, però, malauradament, no va gaudir d'aquest honor per molt temps, ja que va morir d'apoplexia el mateix any. Va deixar tres filles i dos fills (Peter i John), el més petit dels quals es va unir al seu germà gran com a soci en l'empresa familiar.

## Obres destacades

Dollond va patentar la lent acromàtica, la qual combina vidre crown i vidre flint

Als annals d'astronomia de la Royal Society va publicar diversos articles científics, entre els quals cal destacar:
- A Letter from Mr. John Dollond to Mr. James Short, F. R. S. Concerning an Improvement of Refracting Telescopes (1753)
- A Description of a Contrivance for Measuring Small Angles
- Letters relating to a Theorem of Mr. Euler, of the Royal Academy of Sciences at Berlin, and F.R.S. for Correcting the Aberrations in the Object-Glasses of Refracting Telescopes
- An Explanation of an Instrument for Measuring Small Angles (1754)
- An Account of Some Experiments Concerning the Different Refrangibility of Light (1758)[10][5][3]

## Llegat
Les investigacions dels Dollond va fomentar la construcció de telescopis de refracció pràcticament lliures de color, tot i ser el telescopi de reflexió el que va predominar en darrer terme en el camp de l'astronomia. No obstat això, i com a mirall, el primer tipus de lent és completament acromàtic, tan sols requereix una superfície llisa sense esquerdes ni imperfeccions i pot recolzar-se pel seu costat posterior. Les lents del tipus Dollond van demostrar ésser de gran utilitat per a la microscòpia, ja que no és fàcil que es produeixin alteracions en un sistema de refracció quan s'utilitza en l'obtenció d'una magnificació òptica pel microscopi. Altres importants contribucions de Dollond en el camp de l'òptica foren la construcció de nombrosos oculars compostos (alguns de fins a cinc lents) i, també, el primer encebador astronòmic dotat d'un objectiu acromàtic. Així mateix, va desenvolupar un telescopi que emprava una lent dividida per a mesurar el diàmetre del Sol i els angles dels cossos celestes.
L'empresa Dollond & Son va esdevindre capdavantera en la fabricació de telescopis, els quals foren exportats a tot el món. Després que John Dollond morís el 1761, el negoci va continuar prosperant durant les següents quatre generacions fins que el 1871 el negoci va anar a raure a altres mans però continuava duent el mateix nom. L'empresa, finalment, fou absorbida per Boots Opticians el 2009.

## Curiositats

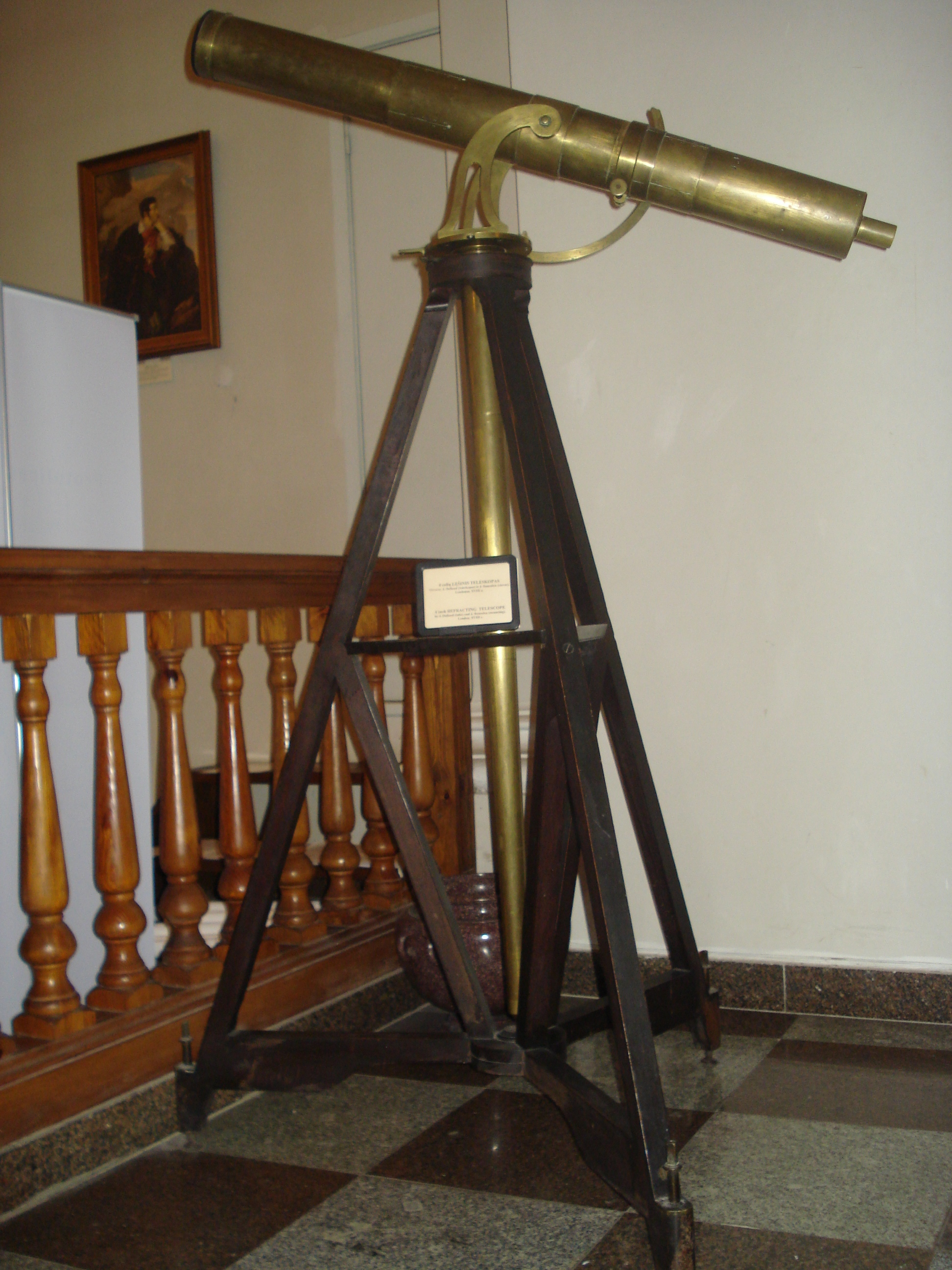
Telescopi Dollond exposat a la Biblioteca de la Universitat de Vílnius (Lituània)

A la Lluna, el cràter Dollond (situat al nord del cràter Abulfeda i a uns 50 km del lloc d'aterratge de la missió Apollo 16) és així anomenat en honor seu.